# Pāryāb Tūt
Pāryāb Tūt (persiska: فارياب توت, Fāryāb Tūt, پاریاب توت) är en ort i Iran.   Den ligger i provinsen Kohgiluyeh och Buyer Ahmad, i den centrala delen av landet, 500 km söder om huvudstaden Teheran. Pāryāb Tūt ligger 1 203 meter över havet och antalet invånare är 224.
Terrängen runt Pāryāb Tūt är kuperad åt nordost, men åt sydväst är den bergig. Runt Pāryāb Tūt är det ganska glesbefolkat, med 47 invånare per kvadratkilometer. Närmaste större samhälle är Landeh, 19,8 km söder om Pāryāb Tūt. Omgivningarna runt Pāryāb Tūt är i huvudsak ett öppet busklandskap.